# (1354) Бота
(1354) Бота (фр. Botha) — типичный астероид главного пояса. Он был открыт 3 апреля 1935 года астрономом из ЮАС Сирилом Джексоном в обсерватории Йоханнесбурга. Астероид назван в честь бурского военного и политического деятеля Луиса Бота.

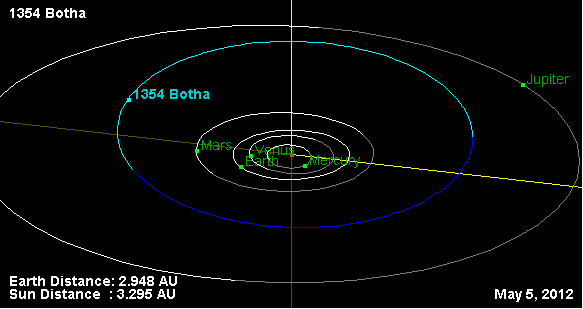
Орбита астероида Бота и его положение в Солнечной системе